# Mayocol
Mayocol (también se usa el término deformado de Mayacol) es una palabra de origen híbrido, español y lengua maya, usada en la Península de Yucatán y que se refiere al capataz que estaba encargado de vigilar o supervisar ciertas tareas agrícolas en la milpa y más tarde en las haciendas henequeneras.
Deriva el término de la voz española mayoral y de la palabra maya col que significa milpa.
El Mayocol era la persona que en las haciendas productivas debía vigilar la medición de los terrenos destinados a las milpas cuidando que fueran pronto y bien limpiados para que pudieran hacerse en ellos las tareas de siembra y posteriormente de cosecha. Esta especie de capataz tuvo más tarde a su cuidado los planteles de henequén, su deshierbe (limpieza de malezas), el corte de las pencas y finalmente su acarreo al casco de la hacienda para su procesamiento industrial.
También debía el Mayocol dirimir disensiones que ocurrían entre los trabajadores y tenía la facultad de castigar a los culpables de los pleitos y de las indisciplinas que se daban en el terreno de las fincas. Jugaba un papel de autoridad ante el campesinado y los trabajadores, que tendían a aborrecerlo por los abusos que frecuentemente cometía.